# Prospiekt Proswieszczenija
Prospiekt Proswieszczenija (ros. Проспе́кт Просвеще́ния) – druga stacja linii Moskiewsko-Piotrogrodzkiej, znajdującego się w Petersburgu systemu metra.

## Charakterystyka
Stacja Prospiekt Proswieszczenija została oficjalnie dopuszczona do ruchu pasażerskiego 19 sierpnia 1988 roku i jest to stacja wzniesiona w typie głębokim kolumnowym. Autorami projektu architektonicznego stacji są: J. W. Jejeczko (Ю. В. Еечко), W. G. Czechman (В. Г. Чехман), W. G. Chilczenko (В. Г. Хильченко), W. G. Sokolskij (В. Г. Сокольский) i N. W. Romaszkin-Timanow (Н. В. Ромашкин-Тиманов). Do 2006 roku była to początkowa (lub według innego sposobu liczenia, końcowa) stacja linii Moskiewsko-Piotrogrodzkiej, jednak wraz z otwarciem Parnasu sytuacja ta uległa zmianie. Powstała ona w latach osiemdziesiątych XX wieku, w ramach kolejnej fazy rozbudowy metra w dawnej stolicy. W 2000 roku w jej pobliżu została otwarta zajezdnia TCz-6 Wyborgskoje. Nazwę stacji nadaje znajdujący się w pobliżu prospekt Proswieszczenija, ważna arteria komunikacyjna na tym obszarze miasta. Jej wyjście prowadzi także do prospektu Fryderyka Engelsa. Ściany stacji wyłożone zostały białym marmurem i kamieniem o barwie ciemnej czerwieni. Posadzki wykonano z płyt szarego granitu, sklepienia są koliste, w kolorze bieli. Kolumny zostały także wyłożone marmurem w odcieniach szarości, a także umieszczono na nich lampy. Wzniesiona została w stylu typowym dla lat osiemdziesiątych XX wieku, w odróżnieniu do większości stacji petersburskiego metra jest ona prawie całkowicie pozbawiona elementów dekoracyjnych.
Prospiekt Proswieszczenija położony jest na głębokości 65 metrów i jest to jedna z najdalej na północ wysuniętych stacji metra na terenie Federacji Rosyjskiej. Ruch pociągów odbywa się tutaj od godziny 5:36 (lub 5:57) do godziny 0:40 i w tym czasie jest ona dostępna dla pasażerów.